# Carnaubavoks-palme
Carnaubavoks-Palmen (Copernicia prunifera) er en slank palme med en enkelt, grå stamme, der almindeligvis er glat på den øverste tredjedel, men også kendetegnet ved et spiralformet mønster af fastsiddende, grå bladfæster på de nederste to tredjedele. Kronen består af ca. 25 vifteformede,blågrønne, voksklædte blade. Hvert blad er ca. 1 m bredt og opdelt i linjeformede småblade. Bladstilkene er beskyttet af krumme torne. Blomstringen sker (i hjemlandet Brasilien) i perioden fra juli til oktober. Blomsterne er samlet i op til 4 lange, overhængende klaser, der er fæstet mellem bladstilkene. De enkelte blomster er små og cremehvide. Frugterne er ovale eller kuglerunde med en grøn kerne.
Ikke synlige træk
Planten er tørketålende og salttolerant. Den har ingen større problemer med sygdomme eller skadedyr.
Højde x bredde
9 x 4 m
Hjemsted
Carnaubavoks-Palmen er hjemmehørende i det nordøstlige Brasilien, hvor den findes langs floderne. Den er tilpasset lejlighedsvise oversvømmelser, tørkeperioder og højt saltindhold i jorden. Ved floden Parnaiba findes den sammen med bl.a. Licania rigida, Geoffroea striata og forskellige arter af Kaktus-familien. Disse arter kan også optræde som epifytter på palmen.
Anvendelse
Planten giver den såkaldte carnaubavoks, der udvindes af bladenes dæklag. Det er en varmebestandig voks, der bruges i talrige produkter som bilvoks og bonevoks og som indkapsling af slik. Efter voksudvindelse bliver restprodukterne, som består af tørrede blade, brugt til som gødning.